# Picins
Els picins (Picinae) són un grup d'ocells de l'ordre dels Piciformes, que formen una subfamília dins la família dels pícids (Picidae), que també inclou els colltorts i els picumnins. Es troben arreu el món i són el grup major dins la família.
El nom vulgar de picot fa referència al fort bec que és emprat per a percudir sorollosament sobre troncs d'arbres. Això és alhora un mitjà de comunicació per assenyalar la possessió de territori als seus rivals, i un mètode per localitzar i accedir a les larves d'insectes que es troben sota l'escorça o dins de llargs i sinuosos túnels al tronc dels arbres.
En general tenen peus zigodàctils, és a dir, amb dos dits apuntant cap endavant i dos cap endarrere. Aquesta adaptació al moviment en troncs verticals no els impedeix agafar coses o posar-se en una rama. Algunes espècies tenen només tres dits. Pels seus moviments a la llarga dels trocs s'ajuden de la cua, dotada d'unes rectrius fortes amb raquis molt reforçats que les permeten recolzar el pes del cos mentre colpegen amb el bec.
Al contrari que en la majoria dels ocells, la llengua dels picots s'enrotlla al voltant del seu crani, el que la fa extremadament llarga i protràctil.
Són ocells d'aspecte robust amb una grandària que pot anar dels 17 g als 560 g, amb colors críptics per sobre (negres, grisos, verds o marrons), cap i coll de colors vius, amb ratlles i altres dibuixos. Normalment hi ha petites diferències de colors entre els sexes.

## Sistemàtica
Els 28 gèneres que formen aquesta subfamília estan formats per 221 espècies:
- Hemicircus, amb tres espècies.
- Campephilus, amb 12 espècies.
- Blythipicus, amb dues espècies.
- Chrysocolaptes, amb 9 espècies.
- Dinopium, amb 6 espècies.
- Gecinulus, amb dues espècies.
- Micropternus, amb una espècie: picot rogenc (Micropternus brachyurus).
- Meiglyptes, amb quatre espècies.
- Chrysophlegma, amb quatre espècies.
- Geocolaptes, amb una espècie: picot terrestre (Geocolaptes olivaceus).
- Campethera, amb 13 espècies.
- Picus, amb 15 espècies.
- Piculus, amb 7 espècies.
- Colaptes, amb 19 espècies.
- Celeus, amb 14 espècies.
- Hylatomus, amb 5 espècies.
- Mulleripicus, amb quatre espècies.
- Dryocopus, amb tres espècies.
- Sphyrapicus, amb quatre espècies.
- Xiphidiopicus, amb una espècie: picot arlequí (Xiphidiopicus percussus).
- Melanerpes, amb 23 espècies.
- Picoides, amb 10 espècies.
- Dendropicos, amb 17 espècies.
- Leiopicus, amb 3 espècies.
- Dryobates, amb 6 espècies.
- Leuconotopicus, amb 6 espècies.
- Veniliornis, amb 14 espècies.
- Dendrocopos, amb 13 espècies.